# Hyalascus giganteus
Hyalascus giganteus är en svampdjursart som beskrevs av Isao Ijima 1898. Hyalascus giganteus ingår i släktet Hyalascus och familjen Rossellidae.
Artens utbredningsområde är havet kring Japan. Inga underarter finns listade i Catalogue of Life.